# African Hockey Federation
Die African Hockey Federation (kurz AfHF) ist der afrikanische Hockey-Kontinentalverband. Er besteht aus 17 Mitgliedern und ist Mitglied des Hockeyweltverbandes FIH. Er richtet verschiedene Kontinentalwettbewerbe für Damen- und Herrennationalmannschaften aus, insbesondere die afrikanische Kontinentalmeisterschaft, dessen Ergebnisse in die FIH-Weltrangliste einfließen.

## Mitglieder
| Ägypten | Botswana  | Ghana    | Kenia   | Libyen     |
| Malawi  | Marokko   | Namibia  | Nigeria | Seychellen |
| Sudan   | Südafrika | Tansania | Togo    | Uganda     |
| Sambia  | Simbabwe  |          |         |            |